# Tyrannus cubensis
El pitirre real, pitirre cubano o tirano cubano (Tyrannus cubensis)) es una especie de ave paseriforme de la familia Tyrannidae perteneciente al género Tyrannus. Actualmente es endémico de Cuba y se encuentra amenazado de extinción.

## Distribución y hábitat
Se distribuye de forma disjunta en las regiones montañosas de Cuba, en la península de Guanahacabibes y en la isla de la Juventud. Anteriormente estaba también presente en la isla Gran Inagua (en las Bahamas  y en las islas Caicos, pero los últimos registros son del año 1891 y búsquedas efectuadas en las mayores islas deshabitadas de Caicos en 1999 fueron infructíferas, por lo que se le presume extinto en estos locales. Registros fósiles en el norte de las Bahamas (Abaco y Nueva Providencia) comprueban su existencia allí durante el Pleistoceno.
Esta especie es actualmente rara y poco común en sus hábitats naturale: los bosques de buena estatura de tierras bajas y lkos bordes boscosos de ríos y pantanos, los páramos de pinos con árboles de madera dura, bosques abiertos con árboles altos, pantanos más abiertos y sabanas secas con árboles Ceiba dispersos.  También ocurre en corredores riparios en valles, especialmente próximos a cocoteros y otros grandes árboles con perchas expuestas.

## Estado de conservación
El pitirre real ha sido calificado como amenazado de extinción por la Unión Internacional para la Conservación de la Naturaleza (IUCN) debido a que su población ha declinado rápidamente por razones desconocidas, y está extinto en dos o tres grupos de islas que ocupaba en el pasado; su pequeña población actual, estimada entre 250 a 1000 individuos maduros está severamente fragmentada y continúa a decaer significativamente.

## Descripción
Mide unos 26 cm de longitud, el mayor de su género. Es corpulento y su pico es muy grueso. Por el dorso es gris oscuro, la cabeza casi negra. El extremo dorsal de la cola es a veces más claro. Las partes inferiores son blancas desde la garganta hasta la cola. La cola termina ligeramente más larga hacia los lados que en el medio. En la coronilla tiene una manchita anaranjada que en los inmaduros está ausente. Se alimentan de lagartijas, pequeños pichones e insectos grandes.

## Nido
Anidan de marzo a junio en árboles altos. El nido es de forma de cuenco, hecho de ramillas, raicillas y hierbas, y sin recubrimiento interno. La puesta es de dos o tres huevos de color blanco parduzco con manchas de colores castaño, malva y gris.

## Sistemática

### Descripción original
La especie T. cubensis fue descrita por primera vez por el ornitólogo estadounidense Charles Wallace Richmond en 1898 bajo el mismo nombre científico; su localidad tipo es: «Cuba», en substitución al nombre Tyrannus magnirostris, descrito por el naturalista francés Alcide d'Orbigny en 1839, que ya se encontraba pre-ocupado por Tyrannus magnirostris Swainson, 1831, un sinónimo posterior de Megarynchus pitangua.

### Etimología
El nombre genérico masculino «Tyrannus» proviene del nombre específico Lanius tyrannus, cuyo epíteto en latín significa ‘tirano’, ‘déspota’, ‘dictador’; y el nombre de la especie «cubensis», se refiere a Cuba, la localidad tipo.
«Pitirre» es el nombre onomatopéyico de los Tyrannus en Cuba, debido a la vocalización de  T. dominicensis, la especie más común; el nombre «real» viene de ser el mayor de los pitirres que anidan en Cuba.

### Taxonomía
Los estudios genéticos demuestran fuertemente que la presente especie es hermana de Tyrannus dominicensis y que el par formado por ambas es hermano de Tyrannus melancholicus. Es monotípica.